# اینوسنت یازدهم

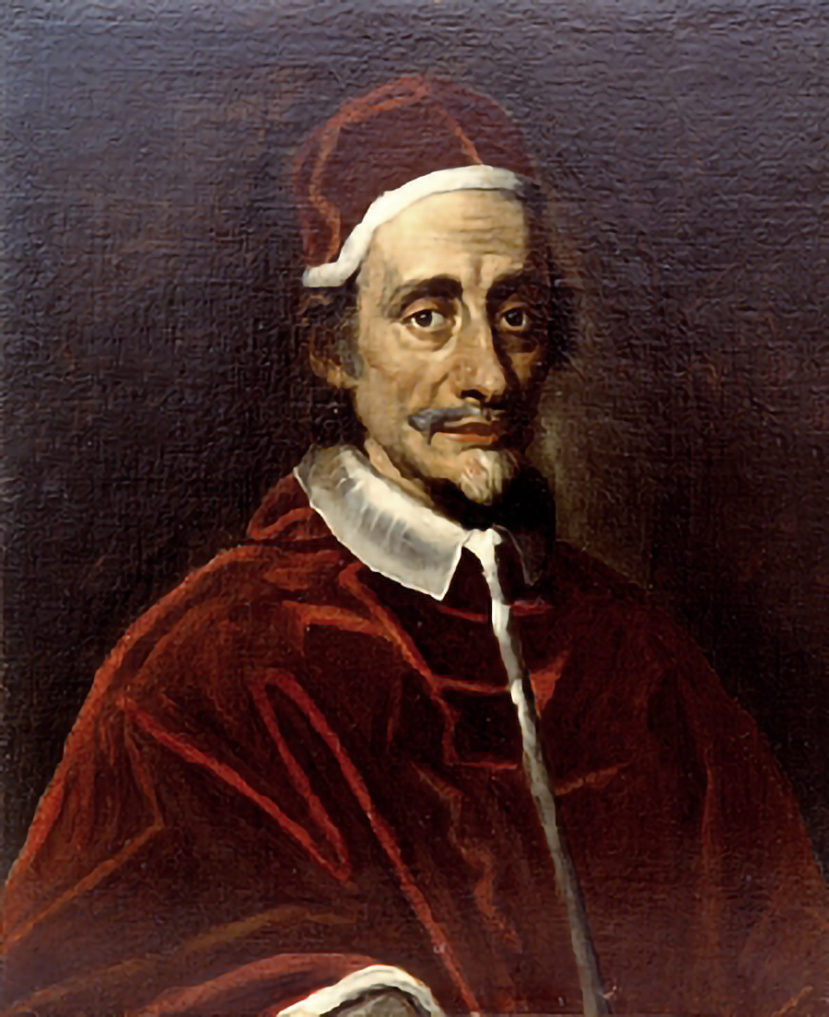

پاپ اینوسنت یازدهم (به انگلیسی: Innocent XI) (تولد ۱۶ مه ۱۶۱۱ - درگذشت ۱۲ اوت ۱۶۸۹) یکی از پاپ‌های کلیسای کاتولیک رم بود که در لمباردی به دنیا آمد و از ۱۶۷۶ تا ۱۶۸۹ میلادی پاپ بود.او عملیات های پیوسته و موثری را برای اخراج عثمانی ها از مجارستان را انجام داد و برای انجام این کار اتحادیه ای را به نام اتحاد مقدس راه اندازی کرد.